# Lophomilia
Lophomilia là một chi bướm đêm thuộc họ Noctuidae.

## Loài
- Lophomilia albicosta Yoshimoto, 1995
- Lophomilia albistria Yoshimoto, 1993
- Lophomilia diehli Kononenko & Behounek, 2009
- Lophomilia flaviplaga Warren, 1912
- Lophomilia hoenei Berio, 1977
- Lophomilia kobesi Kononenko & Behounek, 2009
- Lophomilia kogii Sugi, 1977
- Lophomilia nekrasovi Kononenko & Behounek, 2009
- Lophomilia polybapta Butler, 1879
- Lophomilia rustica Kononenko & Behounek, 2009
- Lophomilia striatipurpurea Holloway, 1976
- Lophomilia takao Sugi, 1962
- Lophomilia violescens Yoshimoto, 1993